# 朔州
朔州（さくしゅう）は、中国にかつて存在した州。南北朝時代から民国初年にかけて、現在の山西省朔州市一帯に設置された。

## 概要
555年（天保6年）、北斉により朔州が置かれた。州治は新城県に置かれた。557年（天保8年）、州治は招遠県に移された。
北周のとき、朔州総管府が設置され、招遠・神武・岢嵐・蔚汾・長寧・雲中の6県を管轄した。
607年（大業3年）、隋により州が廃止されて郡が置かれると、朔州は馬邑郡と改称され、善陽・神武・雲内・開陽の4県を管轄した。
621年（武徳4年）、唐により馬邑郡は朔州と改められた。742年（天宝元年）、朔州は馬邑郡と改称された。758年（乾元元年）、馬邑郡は朔州と改称された。朔州は河東道に属し、善陽・馬邑の2県を管轄した。
936年（天福元年）、後晋を建国した石敬瑭が契丹（遼）に燕雲十六州を割譲し、朔州は契丹に領有された。
遼により朔州に順義軍節度が置かれた。遼の朔州は西京道に属し、鄯陽・寧遠・馬邑の3県と武州を管轄した。
金のとき、朔州は西京路に属し、鄯陽・馬邑の2県を管轄した。
元のとき、朔州は大同路に属し、鄯陽・馬邑の2県を管轄した。
明のとき、朔州は大同府に属し、馬邑県を管轄した。
清のとき、朔州は朔平府に属した。
1912年、中華民国により朔州は廃止され、朔県と改められた。

## その他の朔州

### 後趙の朔州
後趙の石勒が朔方郡を平定すると、朔州を置いた。

### 北魏の朔州その1
本節では、現在の内モンゴル自治区フフホト市一帯に設置された朔州について述べる。北魏の太武帝のとき、朔州が置かれた。524年（正光5年）、雲州と改称された。

### 北魏の朔州その2
本節では、現在の内モンゴル自治区包頭市一帯に設置された朔州について述べる。北魏により漢の五原郡の地に置かれた懐朔鎮を前身とする。孝昌年間、懐朔鎮は朔州と改められた。この朔州は太安・広寧・神武・太平・附化の5郡と13県を管轄した。北周のときに廃止された。

### 西魏の朔州
本節では、現在の甘粛省慶陽市一帯に設置された朔州について述べる。西魏により置かれ、北周のときに廃止された。